# Gouvernorat d'Al Mahwit
Al Mahwit (en arabe : المحويت Al Maḥwīt) est un des gouvernorats du Yémen. En 2011, sa population atteint 597 000 habitants. Sa capitale est Al Mahwit.

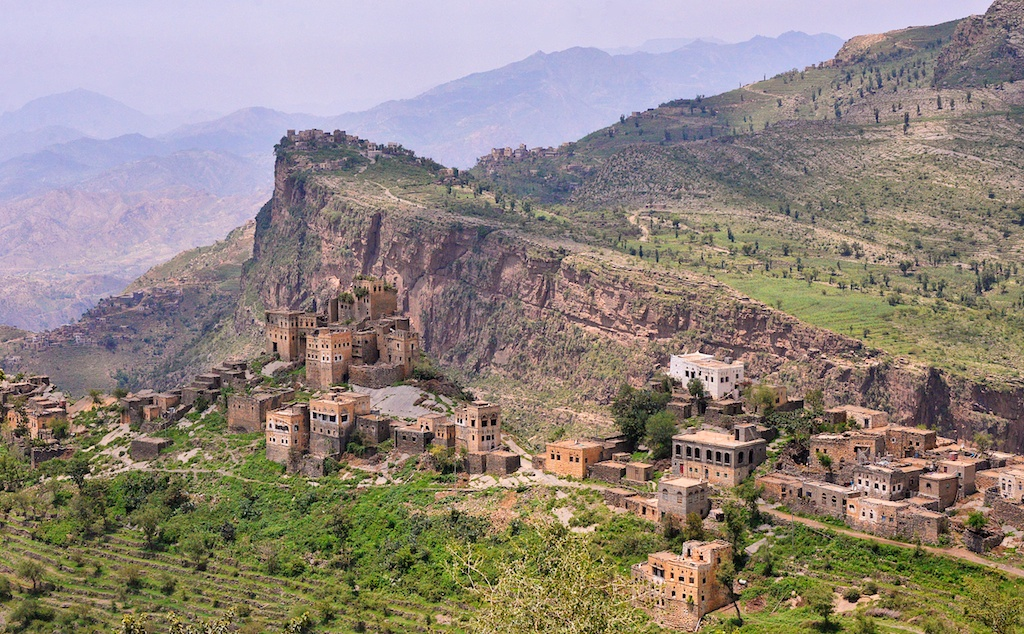
Mahweet, Yemen

## Districts
- Al Khabt District
- Al Mahwait District
- Al Mahwait City District
- Ar Rujum District
- At Tawilah District
- Bani Sa'd District
- Hufash District
- Milhan District
- Shibam Kawkaban District